# كفر بسين
كفر بسين  قرية سوريّة تتبع إداريّاً لمحافظة حلب منطقة جبل سمعان ناحية حريتان، بلغ تعداد سكانها 1,243 نسمة حسب التعداد السكاني لعام 2004.